# Cottage De Riemaecker

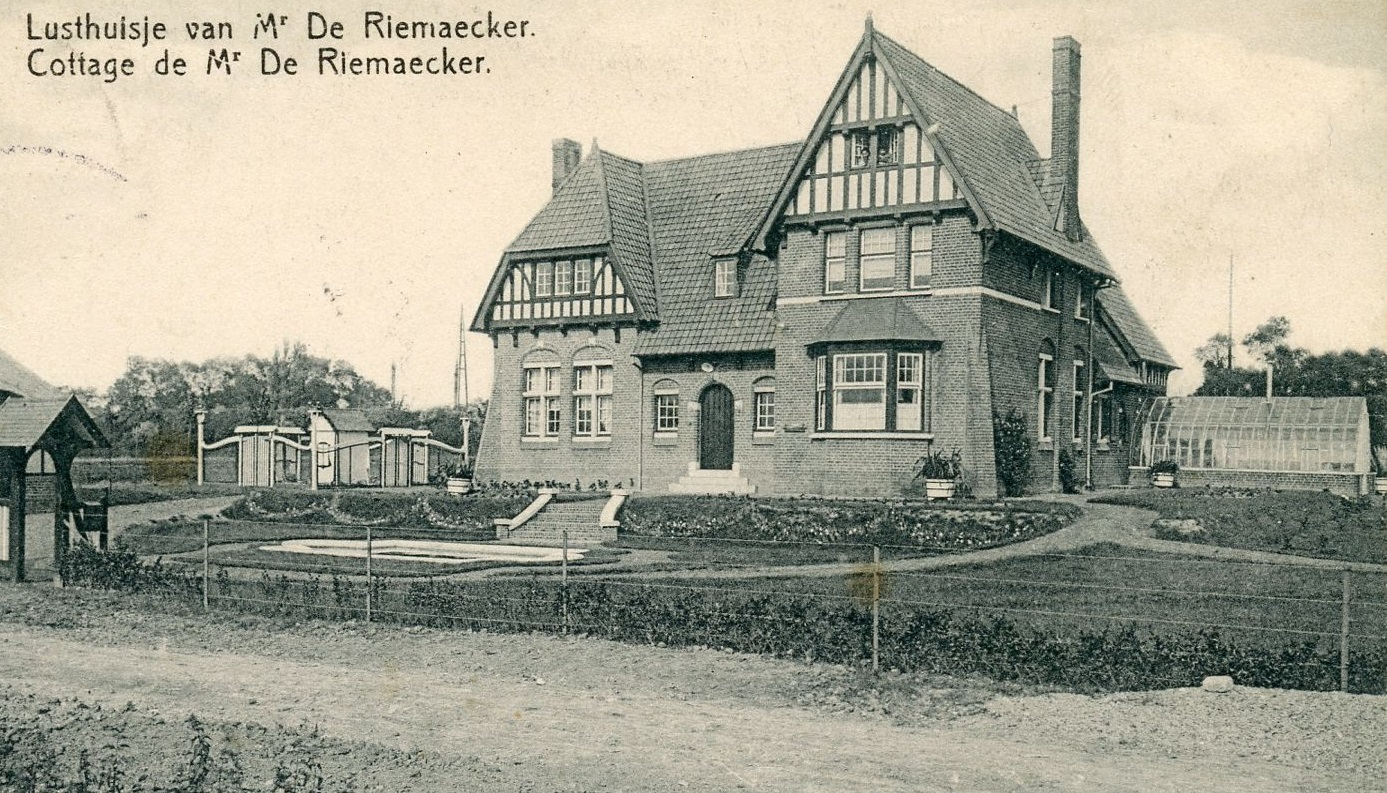
Cottage De Riemaecker (historische prentbriefkaart)

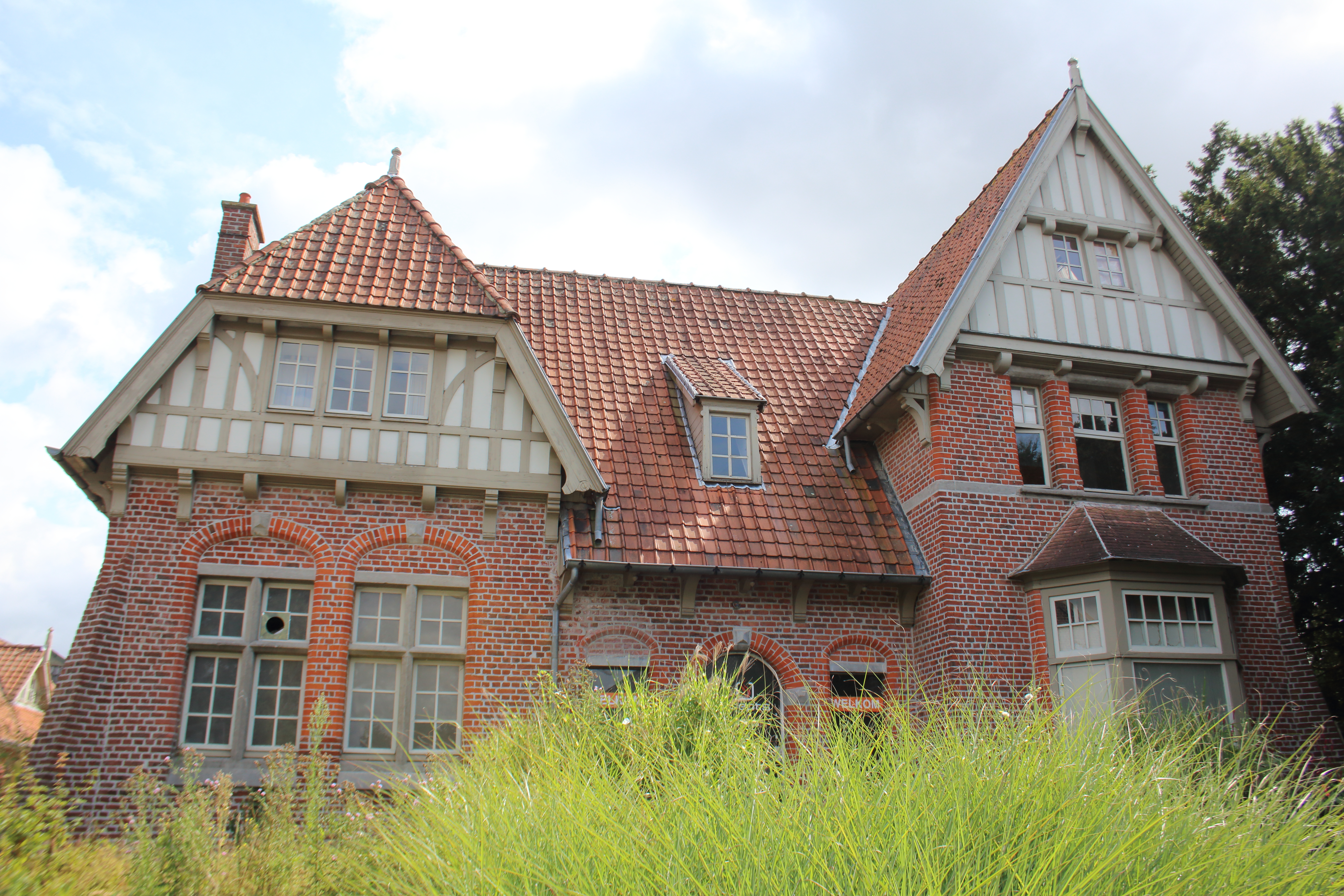
Cottage De Riemaecker

Cottage De Riemaecker is een villa in landelijke stijl aan de Grensstraat 17 in de Belgische stad Zottegem. De villa werd voor 1906 opgetrokken voor brouwer De Riemaecker van de naastgelegen Brouwerij De Klok. De villa werd gebouwd in Engelse cottagestijl met (imitatie)vakwerkbouw. In 1952 kocht Jozef De Vuyst het pand van de familie Torrekens. Vanaf 1952 tot 2019 was steenhouwerij Sierschouwen De Vuyst in het pand gevestigd.

## Afbeeldingen

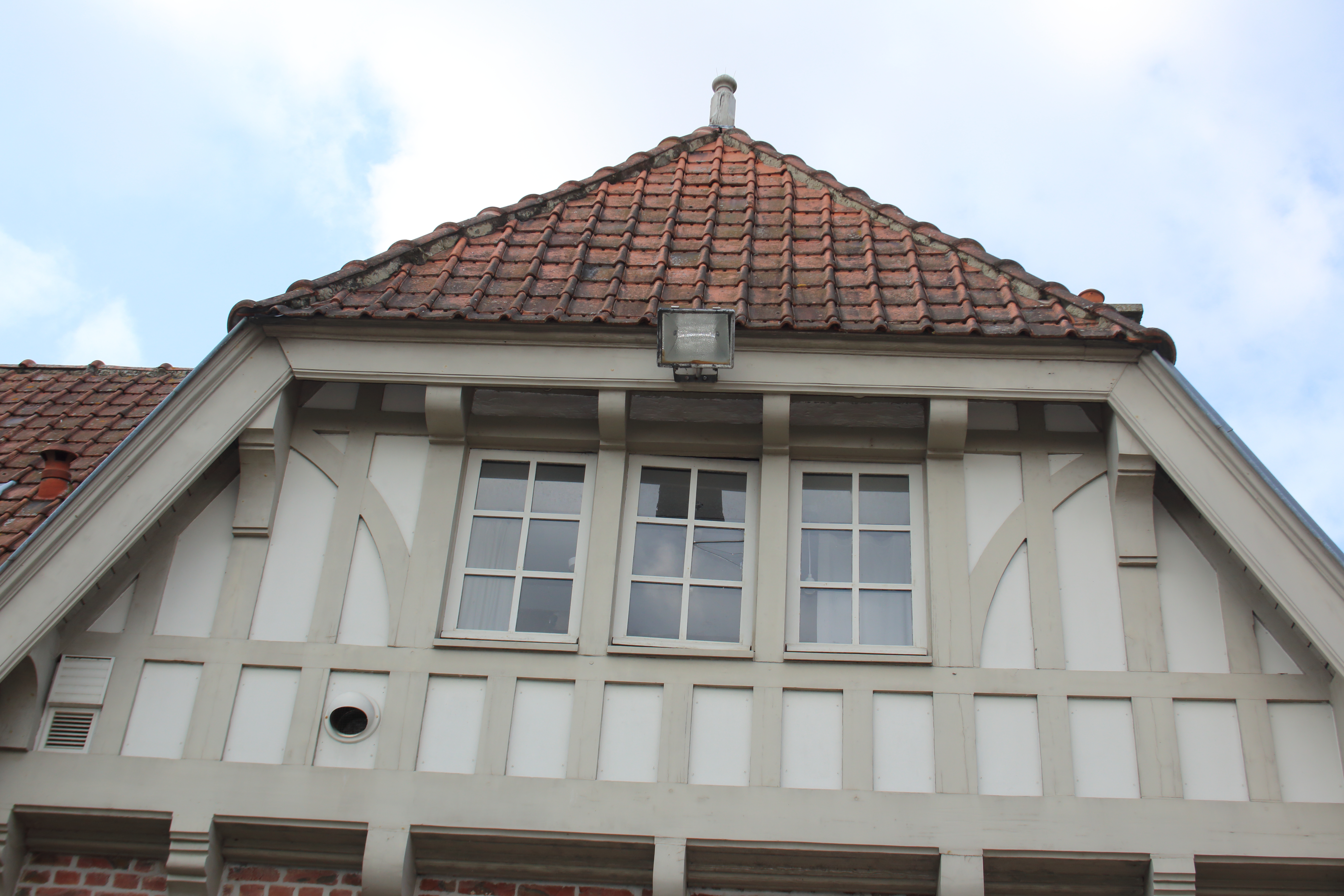
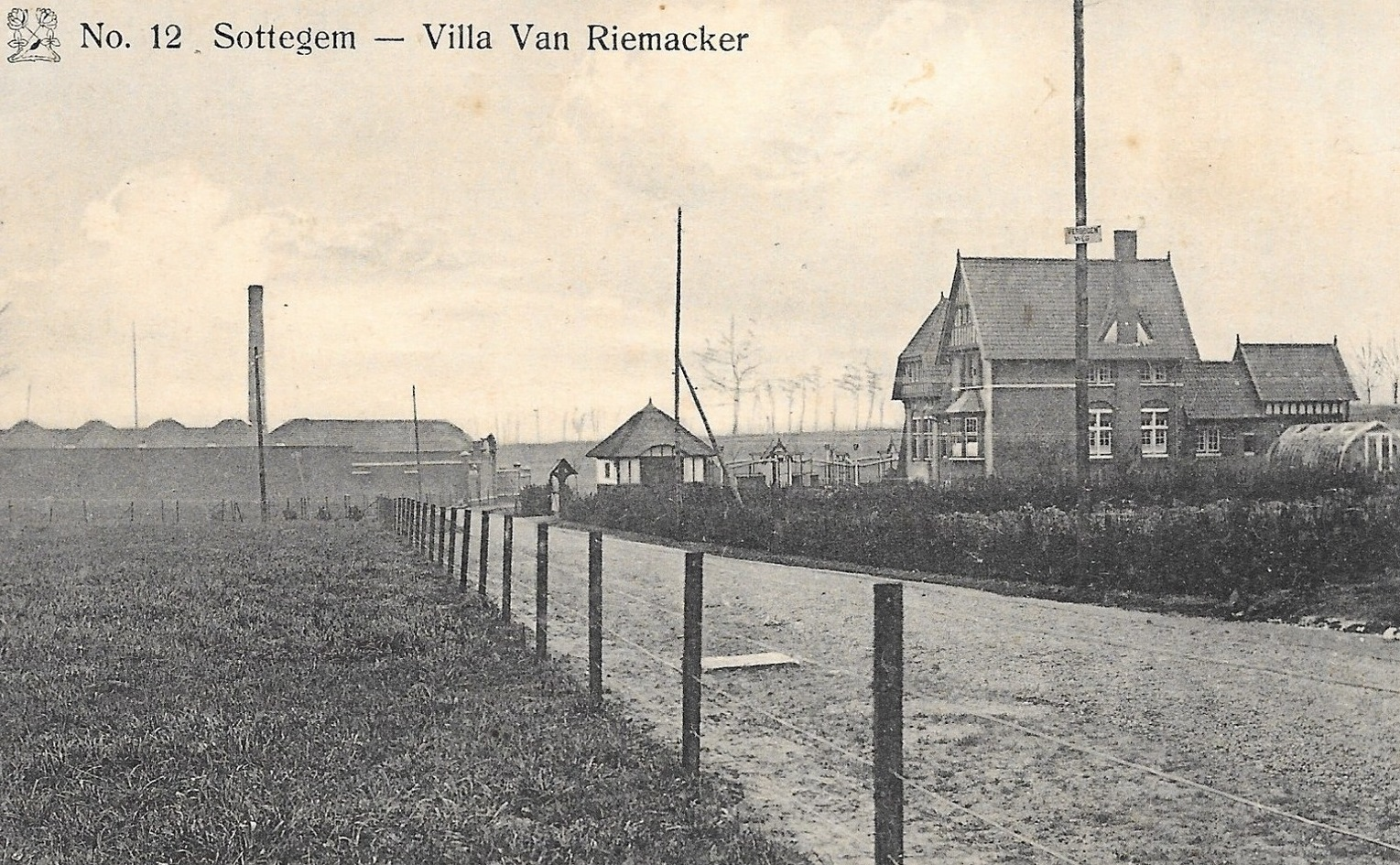
Cottage De Riemaecker (historische prentbriefkaart)
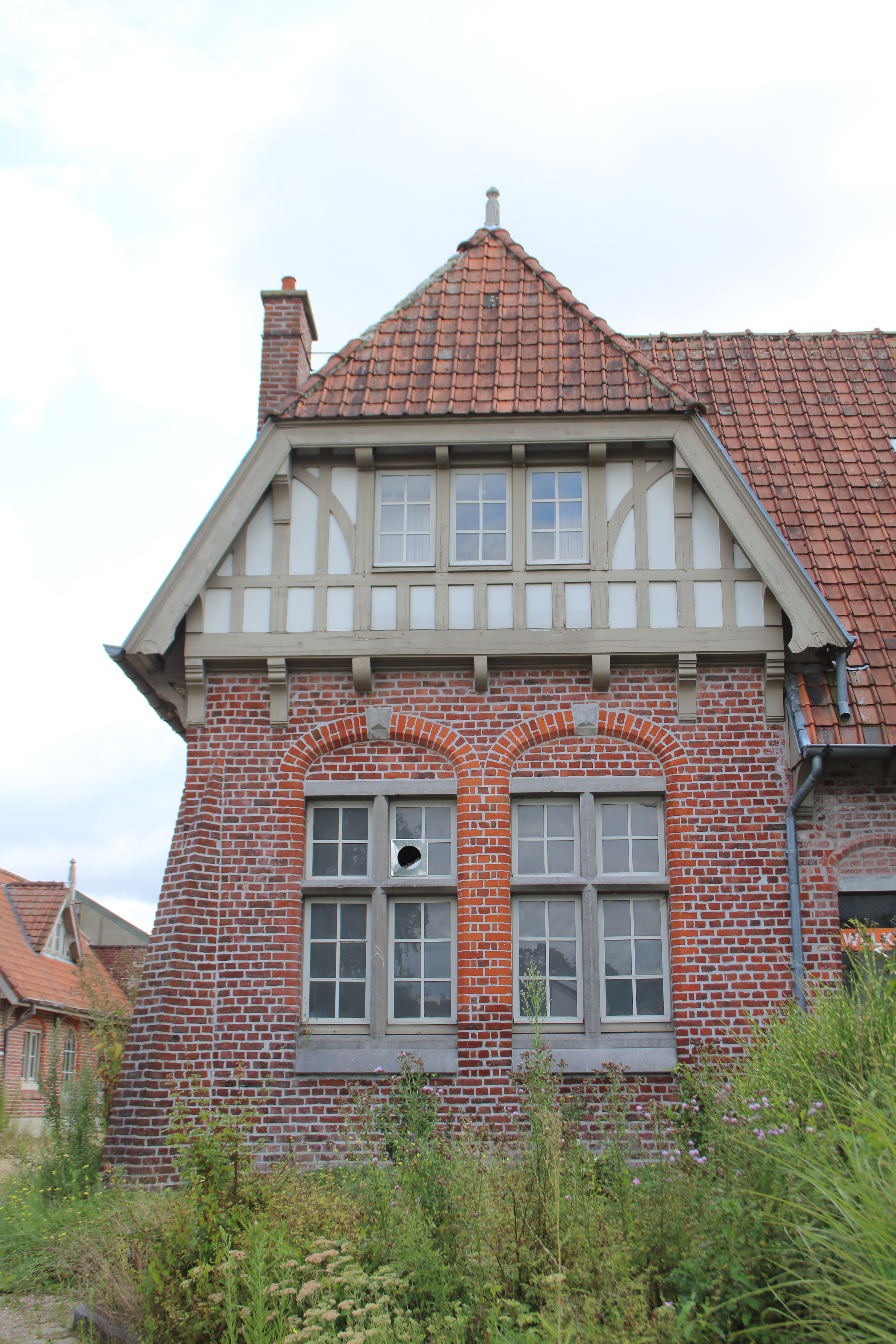
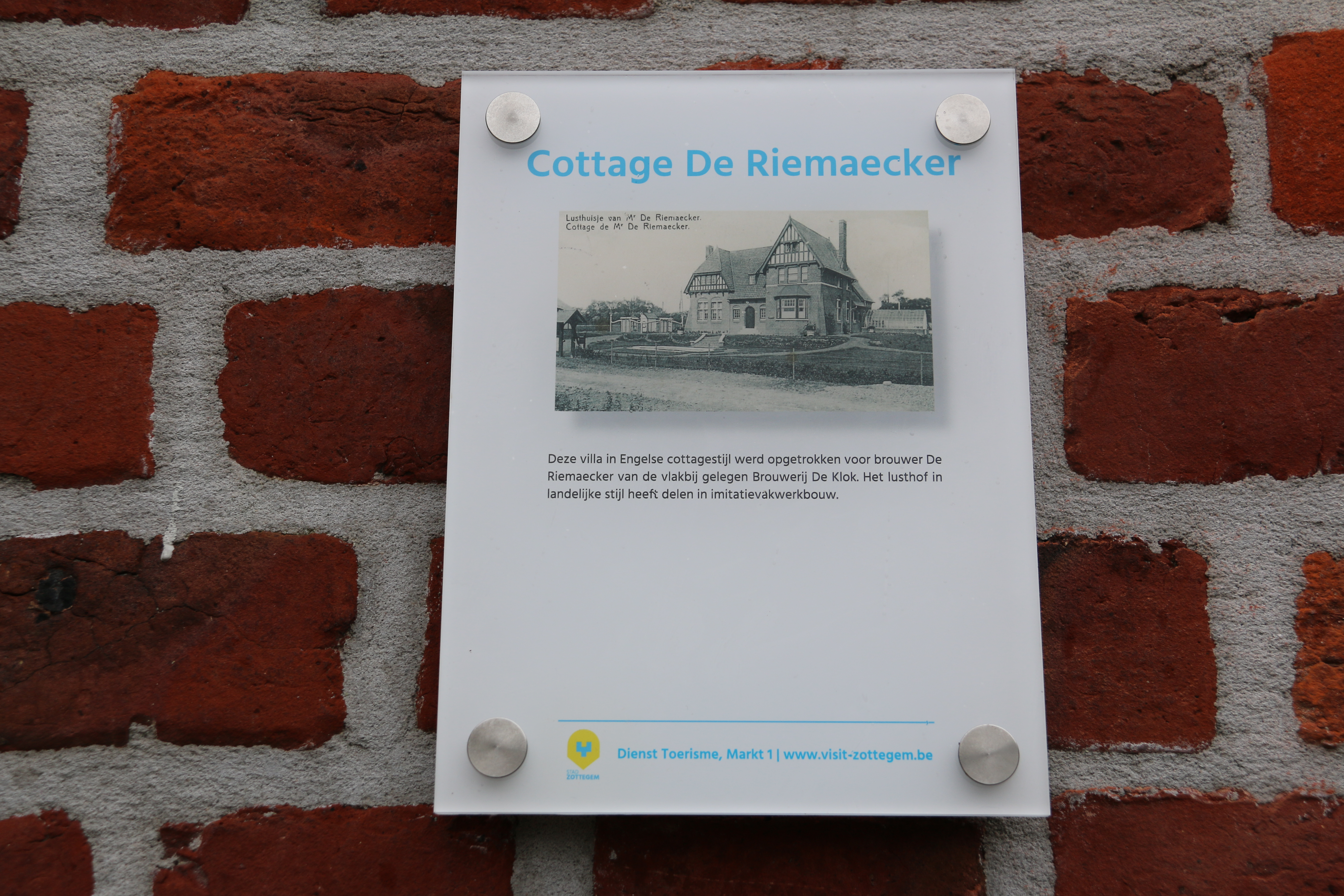